# شترخفت
شترخفت، روستایی از توابع بخش مرکزی شهرستان دلفان در استان لرستان ایران است.

## جمعیت
این روستا در دهستان خاوه شمالی قرار دارد و براساس سرشماری مرکز آمار ایران در سال 1390، جمعیت آن 886 نفر (226خانوار) بوده‌است.